# K Sint-Niklaasse SK Excelsior
Ne pas confondre avec le SK Sint-Niklaas (anciennement FC  Nieuwkerken Sint-Niklaas), un autre club de football basé à St-Nicolas, qui change son nom lors de la saison 2010-2011 en hommage au club dont il est question dans cet article, ni avec l'Excelsior AC Sint-Niklass, matricule 239, qui est absorbé par le SK en 1989.
Maillots
Dernière mise à jour : 1er février 2011.
Le Koninkijkle Sint-Niklaasse Sportkring Excelsior (plus familièrement appelé Sint-Niklaas SK) est un ancien club de football belge, qui était basé à Saint-Nicolas/Waas en Flandre-Orientale. Il était porteur du matricule 221. Ses couleurs étaient Jaune et Bleu.
Ce club, fondé en 1920, a une Histoire riche, parsemée d'adaptations de son appellation officielle. Sa dernière dénomination fait suite à une fusion entre le matricule 221 (alors appelé K. Sint-Niklaase SK) et le Royal Excelsior AC Sint-Niklaas (matricule 239), dont les couleurs étaient Vert et Noir.
À sa fondation, le club est nommé FC Beerschot et veut devenir VV Beerschot Sint-Niklaas'. Mais une action en justice du R. Beerschot AC contraint les dirigeants de l'époque à choisir une autre appellation. Ils optent pour Sint-Niklaassche Sportkring lors de l'affiliation à l'URBSFA.
Ce club accède aux séries nationales en 1926 et ne les quittera jamais jusqu'à sa disparition en 2000, soit 71 saisons consécutives. Le club passe l'essentiel de son existence entre les 2e et 3e niveaux du football belge. Il joue trois saisons parmi l'élite nationale et dispute une saison en Promotion.
À l'issue de la saison 1999-2000, le club est financièrement au bout du rouleau. Il fusionne avec le KSC Lokeren qui prend le nom de K. Sporting Lokeren Sint-Niklaas Waasland. Mais cette appellation n'est gardée que trois ans.
En 2003, le club du FC Nieuwkerken change son nom en FC Nieuwkerken St-Niklaas, puis devient peu après le FCN St-Niklaas. Au début de la saison 2010-2011, le matricule 9264 opte pour une dénomination rappelant "l'historique" matricule 221: Sportkring Sint-Niklaas (ou SK St-Niklaas).

## Appellations changeantes
Au fil des archives, on retrouve de nombreuses traces du matricule 221 sous des appellations très ressemblantes mais tout de même changeantes. Comme toutes les langues, le néerlandais connaît son évolution et sa modernisation. C'est pour cela que le "patronyme" du club connaît des formes différentes, comme avec 2 "a" et "sche" puis 2 "a" et 2 "s", ou  encore 1 seul "a"  et 1 seul "s", etc.
Le "e" final souligne l'origine, avec la substantification de l'adjectif, comme, l'actuel "R. SC Anderlecht" fut longtemps "SC Anderlechtois", ou le "RFC de Liège" fut le "R. FC Liégeois".

## Gerda Sint-Niklaas
Un autre club de la ville du Pays de Waas fait une brève apparition (3 saisons) en séries nationales. Ce club, le K. FC Gerda Sint-Niklaas est totalement indépendant des deux autres. Fondé aux alentours de la Seconde Guerre mondiale, il s'affilie à l'URBSFA le 29/07/1941 où il reçoit le matricule 3077. Il est reconnu Société Royale le 07/07/1988 ce qui tend à prouver que sa fondation daterait bien de 1937 ou 1938. Le club arrête ses activités le 18/04/2002 et est radié par la Fédération le 30/06/2002.
Un nouveau SK Gerda Sint-Niklaas a été fondé et porte le matricule 9419. Il évolue en P4 de Flandre orientale au Robert Waterschootstadion.

## Repères historiques
- 1920 - Fondation du FOOTBALL CLUB BEERSCHOT.
- 1921 - 12/07/1921, FOOTBALL CLUB BEERSCHOT changea son nom en VOETBALVERENIGING CLUB BEERSCHOT SINT-NIKLAAS. Ce choix entraîna une action en justice du Beerschot. Les fondateurs du clubs de Saint-Nicolas/Waas durent adopter un autre nom.
- 1922 - 05/07/1922, VOETBALVERENIGING CLUB BEERSCHOT SINT-NIKLAAS s'affilia à l'URBSFA sous le nom de SINT-NIKLAASSCHE SPORTKRING.
- 1926 - SINT-NIKLAASSCHE SPORTKRING accéda aux séries nationales. Il ne les quitta jamais plus jusqu'à sa disparition en 2000.
- 1926 - SINT-NIKLAASSCHE SPORTKRING se vit attribuer le matricule 221.
- 1945 - SINT-NIKLAASSCHE SPORTKRING accéda pour la première fois à la Division d'Honneur. L'aventure dura deux saisons.
- 1947 - SINT-NIKLAASSCHE SPORTKRING changea son nom en SINT-NIKLAASSE SPORTKRING.
- 1951 - SINT-NIKLAASSE SPORTKRING fut reconnu Société Royale et prit le nom de KONINKLIJKE SINT-NIKLAASE SPORTKRING.
- 1987 - KONINKLIJKE SINT-NIKLAASE SPORTKRING (matricule 221) fut relégué en Promotion. Ce fut son plus mauvais positionnement depuis 1926. Le club connut ensuite deux montées successives pour retrouver la Division 2.
- 1989 - KONINKLIJKE SINT-NIKLAASE SPORTKRING (matricule 221) fusionna avec ROYAL EXCELSIOR ATHLETIC CLUB SINT-NIKLAAS (matricule 239) pour former KONINKLIJKE SINT-NIKLASE SK EXCELSIOR (matricule 221).

- 1999 - KONINKLIJKE SINT-NIKLASE SK EXCELSIOR (matricule 221) est relégué hors de Division 2. Il venait d'y disputer la 47e saison de son Histoire, ce qui était le record à l'époque.
- 2000 - KONINKLIJKE SINT-NIKLASE SK EXCELSIOR (matricule 221) fusionna avec le KONINKLIJKE SPORTING CLUB LOKEREN (matricule 282) pour former KONINKLIJKE SPORTING LOKEREN SINT-NIKLAAS WAASLAND (matricule 282). Le matricule 221 fut alors radié.

## Présence record en Division 2
Sous ses différentes appellations, le matricule 221 disputa 47 saisons en Division 2. Ce total est le 2e plus élevé derrière K. Boom FC (48 saisons sous le matricule 58). En 2010-2011, le KV Turnhout (matricule 148) égale la performance de Saint-Nicolas avec une 47e saison au 2e niveau de la hiérarchie belge.

## Ancien logo

ancien logo avant la fusion de 1989

## Anciens joueurs ("SK")
- Luc Bevers
- Kenny Devuyst
- Georges Leekens
- Stefan Leleu
- Daniel Maes
- Carl Massagie
- Daniel Minea
- Makhou Niasse
- Souleymane Oularé
- Hervé Van Overtvelt
- Kris van de Putte
- Peter Quintelier
- Stefan van Riel
- Jan Simoen
- Danny Veyt
- Peter Van Wambeke

## Classements en séries nationales ("SK")
Le Sint-Niklaassche SK fut le 7e club de la Province de Flandre-Orientale (en même temps que le Club Renaisien) à atteindre les séries nationales.

### Bilan
Statistiques clôturées - Club disparu
| Niv | Divisions     | Jouées | Titres | TM Up | TM Down |
| --- | ------------- | ------ | ------ | ----- | ------- |
| I   | 1re nationale | 3      | 0      |       |         |
| II  | 2e nationale  | 47     | 2      | 4     | 1       |
| III | 3e nationale  | 20     | 4      | 1     |         |
| IV  | 4e nationale  | 1      | 1      |       |         |
|     |               |        |        |       |         |
|     | TOTAUX        | 71     | 7      | 5     | 1       |

- TM Up= test-match pour départager des égalités, ou toutes formes de Barrages ou de Tour final pour une montée éventuelle.
- TM Down= test-match pour départager des égalités, ou toutes formes de Barrages ou de Tour final pour le maintien.

### Saisons
| Ordre | Saison  | Nom du club                  | Niveau                     | Classement final | Remarques    |
| ----- | ------- | ---------------------------- | -------------------------- | ---------------- | ------------ |
| 1     | 1926-27 | St-Niklaassche SK            | Promotion (D3) série A     | 3e/14            |              |
| 2     | 1927-28 | St-Niklaassche SK            | Promotion (D3) série A     | 6e/14            |              |
| 3     | 1928-29 | St-Niklaassche SK            | Promotion (D3) série A     | 10e/14           |              |
| 4     | 1929-30 | St-Niklaassche SK            | Promotion (D3) série A     | 3e/14            |              |
| 5     | 1930-31 | St-Niklaassche SK            | Promotion (D3) série A     | 4e/14            | Promu !      |
| 6     | 1931-32 | St-Niklaassche SK            | Division 1 (D2) série A    | 13e/14           | Relégué !    |
| 7     | 1932-33 | St-Niklaassche SK            | Promotion (D3) série B     | 3e/14            |              |
| 8     | 1933-34 | St-Niklaassche SK            | Promotion (D3) série A     | 2e/14            |              |
| 9     | 1934-35 | St-Niklaassche SK            | Promotion (D3) série B     | 4e/14            |              |
| 10    | 1935-36 | St-Niklaassche SK            | Promotion (D3) série D     | 8e/14            |              |
| 11    | 1936-37 | St-Niklaassche SK            | Promotion (D3) série D     | 6e/14            |              |
| 12    | 1937-38 | St-Niklaassche SK            | Promotion (D3) série D     | 5e/14            |              |
| 13    | 1938-39 | St-Niklaassche SK            | Promotion (D3) série C     | 5e/14            |              |
|       | 1939-40 |                              | Compétitions arrêtées      |                  |              |
|       | 1940-41 |                              | Compétitions régionales    |                  |              |
| 14    | 1941-42 | St-Niklaassche SK            | Promotion (D3) série A     | 7e/11            |              |
| 15    | 1942-43 | St-Niklaassche SK            | Promotion (D3) série C     | Champion         | Promu !      |
| 16    | 1943-44 | St-Niklaassche SK            | Division 1 (D2) série A    | Champion         | Promu !      |
|       | 1944-45 |                              | Compétitions arrêtées      |                  |              |
| 17    | 1945-46 | St-Niklaassche SK            | Division d'Honneur         | 13e/19           |              |
| 18    | 1946-47 | St-Niklaassche SK            | Division d'Honneur         | 18e/19           | Relégué !    |
| 19    | 1947-48 | St-Niklaasse SK              | Division 1 (D2) série A    | 2e/16            |              |
| 20    | 1948-49 | St-Niklaasse SK              | Division 1 (D2) série B    | 4e/16            |              |
| 21    | 1949-50 | St-Niklaasse SK              | Division 1 (D2) série A    | 6e/16            |              |
| 22    | 1950-51 | St-Niklaasse SK              | Division 1 (D2) série B    | 3e/16            |              |
| 23    | 1951-52 | K. St-Niklaasse SK           | Division 1 (D2) série A    | 6e/16            |              |
| 24    | 1952-53 | K. St-Niklaasse SK           | Division 2                 | 11e/16           |              |
| 25    | 1953-54 | K. St-Niklaasse SK           | Division 2                 | 13e/16           |              |
| 26    | 1954-55 | K. St-Niklaasse SK           | Division 2                 | 5e/16            |              |
| 27    | 1955-56 | K. St-Niklaasse SK           | Division 2                 | 8e/16            |              |
| 28    | 1956-57 | K. St-Niklaasse SK           | Division 2                 | 6e/16            |              |
| 29    | 1957-58 | K. St-Niklaasse SK           | Division 2                 | 7e/16            |              |
| 30    | 1958-59 | K. St-Niklaasse SK           | Division 2                 | 12e/16           |              |
| 31    | 1959-60 | K. St-Niklaasse SK           | Division 2                 | 10e/16           |              |
| 32    | 1960-61 | K. St-Niklaasse SK           | Division 2                 | 7e/16            |              |
| 33    | 1961-62 | K. St-Niklaasse SK           | Division 2                 | 15e/16           | Relégué !    |
| 34    | 1962-63 | K. St-Niklaasse SK           | Division 3 série A         | 3e/16            |              |
| 35    | 1963-64 | K. St-Niklaasse SK           | Division 3 série B         | Champion         | Promu !      |
| 36    | 1964-65 | K. St-Niklaasse SK           | Division 2                 | 3e/16            |              |
| 37    | 1965-66 | K. St-Niklaasse SK           | Division 2                 | 13e/16           |              |
| 38    | 1966-67 | K. St-Niklaasse SK           | Division 2                 | 8e/16            |              |
| 39    | 1967-68 | K. St-Niklaasse SK           | Division 2                 | 8e/16            |              |
| 40    | 1968-69 | K. St-Niklaasse SK           | Division 2                 | 13e/16           |              |
| 41    | 1969-70 | K. St-Niklaasse SK           | Division 2                 | 13e/16           |              |
| 42    | 1970-71 | K. St-Niklaasse SK           | Division 2                 | 6e/16            |              |
| 43    | 1971-72 | K. St-Niklaasse SK           | Division 2                 | 11e/16           |              |
| 44    | 1972-73 | K. St-Niklaasse SK           | Division 2                 | 14e/16           |              |
| 45    | 1973-74 | K. St-Niklaasse SK           | Division 2                 | 15e/16           | Barrages !   |
| 46    | 1974-75 | K. Sint-Niklaase SK          | Division 2                 | 12e/16           |              |
| 47    | 1975-76 | K. Sint-Niklaase SK          | Division 2                 | 10e/16           |              |
| 48    | 1976-77 | K. Sint-Niklaase SK          | Division 2                 | 14e/16           |              |
| 49    | 1977-78 | K. Sint-Niklaase SK          | Division 2                 | 14e/16           |              |
| 50    | 1978-79 | K. Sint-Niklaase SK          | Division 2                 | 7e/16            |              |
| 51    | 1979-80 | K. Sint-Niklaase SK          | Division 2                 | 4e/16            | Tour final ! |
| 52    | 1980-81 | K. Sint-Niklaase SK          | Division 2                 | 16e/16           | Relégué !    |
| 53    | 1981-82 | K. Sint-Niklaase SK          | Division 3 série A         | Champion         | Promu !      |
| 54    | 1982-83 | K. Sint-Niklaase SK          | Division 2                 | 2e/16            | Tour final ! |
| 55    | 1983-84 | K. Sint-Niklaase SK          | Division 2                 | Champion         | Promu !      |
| 56    | 1984-85 | K. Sint-Niklaase SK          | Division 1                 | 17e/18           | Relégué !    |
| 57    | 1985-86 | K. Sint-Niklaase SK          | Division 2                 | 4e/16            | Tour final ! |
| 58    | 1986-87 | K. Sint-Niklaase SK          | Division 2                 | 16e/16           | Relégué !    |
| 59    | 1987-88 | K. Sint-Niklaase SK          | Promotion série B          | Champion         | Promu !      |
| 60    | 1988-89 | K. Sint-Niklaase SK          | Division 3 série A         | Champion         | Promu !      |
| 61    | 1989-90 | K. Sint-Niklase SK Excelsior | Division 2                 | 11e/16           |              |
| 62    | 1990-91 | K. Sint-Niklase SK Excelsior | Division 2                 | 2e/16            | Tour final ! |
| 63    | 1991-92 | K. Sint-Niklase SK Excelsior | Division 2                 | 5e/16            | Tour final ! |
| 64    | 1992-93 | K. Sint-Niklase SK Excelsior | Division 2                 | 10e/16           |              |
| 65    | 1993-94 | K. Sint-Niklase SK Excelsior | Division 2                 | 9e/16            |              |
| 66    | 1994-95 | K. Sint-Niklase SK Excelsior | Division 2                 | 10e/18           |              |
| 67    | 1995-96 | K. Sint-Niklase SK Excelsior | Division 2                 | 16e/18           | Barrages !   |
| 68    | 1996-97 | K. Sint-Niklase SK Excelsior | Division 3 série A         | 2e/16            | Tour final ! |
| 69    | 1997-98 | K. Sint-Niklase SK Excelsior | Division 2                 | 12e/18           |              |
| 70    | 1998-99 | K. Sint-Niklase SK Excelsior | Division 2                 | 18e/18           | Relégué !    |
| 71    | 99-2000 | K. Sint-Niklase SK Excelsior | Division 3 série A         | 6e/16            |              |
|       | 2000    | Fusion avec K. SC Lokeren    | Le matricule 221 disparaît |                  |              |